# Баскетбол на Европейских играх 2015
Соревнования по баскетболу 3×3 на Европейских играх 2015 прошли в столице Азербайджана, в городе Баку с 23 по 26 июня. Были разыграны 2 комплекта наград. Соревнования с участием 128 спортсменов из 16 команд прошли на новой Баскетбольной арене.
У мужчин и женщин победу праздновала сборная России.

## Медалисты
| Дисциплина | Золото                                                                           | Серебро                                                                      | Бронза                                                                        |
| Мужчины    | Россия · Илья Александров · Андрей Каныгин · Леопольд Лагутин · Александр Павлов | Испания · Серхио де ла Фуэнте · Алекс Льорка · Начо Мартин · Хуан Васко      | Сербия · Душан Домович Булут · Деян Майсторович · Марко Савич · Марко Ждеро   |
| Женщины    | Россия · Татьяна Петрушина · Мария Черепанова · Татьяна Видмер · Анна Лешковцева | Украина · Виктория Пазюк · Кристина Мацко · Ольга Мазниченко · Ганна Зарицка | Испания · Вега Гимено · Аранча Ново · Эстер Монтенегро · Инмакулада Сонагуэра |